# DGPS-Sender Groß Mohrdorf
Der DGPS-Sender Groß Mohrdorf ist eine DGPS-Sendestation bei Groß Mohrdorf, ca. zwanzig Kilometer nordwestlich von Stralsund.
Er befindet sich auf dem Gelände des ehemaligen Flugplatzes Groß Mohrdorf. Der DGPS-Sender Groß Mohrdorf hat als Antennenanlage zwei baugleiche 25,2 Meter hohe vertikale, elektrisch verlängerte Dipole. Von den beiden Antennen ist immer nur eine in Betrieb, die andere dient als Reserve und wird nur während der Nacht für zwei Stunden in Betrieb genommen.
Der Sender arbeitet auf der Frequenz 308 kHz und ermöglicht eine Meter-genaue Ortsbestimmung in ganz Mecklenburg-Vorpommern.